# 福原善勝
福原 善勝（ふくはら よしかつ、1986年7月28日 - ）は、日本の音楽プロデューサー、音楽監督、ソングライター、編曲家、ギタリスト、ピアニスト。FINE TREE株式会社取締役社長。専門学校MI TOKYO東京校（旧 専門学校 MI JAPAN）講師。
ESPとギタリスト、ベーシストとしてエンドース契約、初音ミクモデルギターのデモンストレーター、Roland社BOSSエフェクター、キーボードのモニターアーティスト。

## 略歴
14歳よりギター、15歳で作曲活動を始め、ロック、ポップスやオーケストラなど多岐に渡るジャンルで17歳で高等学校の記念式典のテーマソングや合唱曲の作曲を手がけプロとしてのキャリアをスタートする。
2005年度全国ギタリストコンテスト「GIT MASTERS」にて東京代表。2006年MI JAPAN東京校GIT-DX科卒業。
「HΛL」のギタリスト、作曲家、編曲家として活動。2016年 花岡なつみの2ndシングル「Birthdays」でオリコン5位を獲得。作曲・編曲を手がけたスマホ用音楽ゲームDeemoの「Sairai」ではYouTube再生回数100万回突破。陰陽師のゲームBGM制作、舞台、映画主題歌、劇伴の作曲・編曲を手がけると同時に、レコーディング&ミキシング・エンジニア、マスタリング・エンジニアとしても活動している。
2011年より音楽教室EMS（ESP ミュージックスクール）、専門学校MI TOKYO東京校（旧 専門学校 MI JAPAN）講師就任。2018年FINE TREE株式会社の取締役社長に就任。芝浦にプライベートスタジオを構え多数アーティストへ楽曲提供を行っている。
2023年、7ORDER LIVE TOUR DUALにて音楽を担当し幕張メッセ公演をはじめ全国ホールツアーを成功。
日本リズムダンス連盟公式テーマソングや新格闘技団体XSTREAM1の公式テーマソング作曲など幅広く楽曲提供を行う。

## 主な作品

### 映画
- 『コンビニ夢物語』　挿入歌（作編曲/2016年）
- 『コンビニ夢物語』　主題歌 金山ゆい「あなただけを...」（編曲/2016年）
- 『Tokyo Loss』EDテーマ 「精一杯の応援ソング」 （作編曲/2017年）
- 劇場版DEEMO『サクラノオト』あなたの奏でた音が、今も響く-sairai楽曲提供（作編曲/2022年）

### テレビ番組
- NHK BS「少年倶楽部」使用楽曲　東山紀之「HEARTS」（Strings編曲）
- 日本テレビTV系番組用BGM
- フジテレビ系「魔女に言われたい夜〜正直すぎる品定め〜」エンディング楽曲　moonlight （作編曲/2022年）

### CM
- 浜田卓二郎　弁護士事務所TV CM（作編曲）
- ホテルシャーウッドイメージソング（作編曲）
- 有限会社ウイル電子　イメージソング（作編曲）
- ファーマプレミアム 企業ロゴ

### アニメ
- 涼宮ハルヒの憂鬱　MK-CONNECTION「ハレ晴レユカイ」（ギター/2006年）
- あいうら「グッとLuck!Everyday」（編曲/2013年）
- CR地獄少女「舞い散る花」（作編曲/2015年）

### ゲーム
- コナミ　GITADORA Hyperseven type K（編曲）
- PSP用ソフト「桜花センゴクPortable」OP主題歌「セイシュン桜花」（ギター/2012年）
- 「四畳半プリンセス」（ギター/2012年）
- VOZE「Tsuioku」（作編曲MIX MASTERING）
- Deemo「Sairai」（作編曲MIX MASTERING）
- CytusⅡ「Samurai」(編曲MIX MASTERING)
- Cytus「To Further Dream」（編曲MIX MASTERING/）
- 【VOEZ】Raise an army （作編曲MIX MASTERING）
- 陰陽師 本格幻想RPG ゲーム内BGM（作編曲/2019年）

### 舞台
- 良渚異聞録・玉作師（編曲）
- XPLAYer（作編曲2016年）
- TOP’s & BOTTOM’s（作編曲/2017年）
- 星のみた夢（音楽監督、作編曲/2018）
- HERO〜心戦組外伝〜（音楽監督、作編曲/2019）
- TOP’s & BOTTOM’s再公演（音楽監督/2020年）
- XPLAYer（音楽監督/2020年）
- キャプテンドリーマー（音楽監督/2021年）
- オー・マイ・シューズ！（音楽監督/2022年）
- 7ORDER DUALライブツアー（2023年）

### その他ジャンル
- プロレスラーLEONA 入場テーマ曲「PHOENIX」（作編曲）
- 藤商事「CR地獄少女 弐」BGM 佐藤聡美「舞い散る花」（作編曲/2015年）
- アストロマンプロレス入場曲（作編曲）
- 日本ネイル協会公式テーマソングPower of the NAIL（作編曲）
- 日本リズムダンス連盟公式ダンス楽曲提供（作編曲）
- XSTREAM1公式テーマソング（作編曲/2023年）

CD（シングル/アルバム）
- 地獄カルテット　アルバム「この世の地獄物語 通常盤」（編曲/2009年）
- Aldous　アルバム「Deep Exceed」（編曲/2010年）※共同
- 小林信一　アルバム「ネクタイ地獄」（編曲/2010年）
- 炎亞綸　アルバム「紀念日」に収録「借過」（編曲/2012年）
- DΛiSY 「Power of the NAIL ～指先の宇宙～」（作編曲/2013年）
- 劇版 良渚異聞録・玉作師（編曲）
- Aldious　シングル「PIECE OF MY WISH」（編曲/2015年）
- 花岡なつみ　シングル「Birthdays」（編曲/2016年）
- Deemo　アルバム「Kobayashi Project I」（編曲/2017年）
- 小林信一　アルバム「科学者の真実〜Galileo Galilei〜」（ピアノMIX MASTERING/2018年）

## ライブサポートしたアーティスト
EDGE of LIFE（サポートギター）

## プロデュース、楽曲提供に関わったアーティスト
- Aldious
- 7ORDER
- 東山紀之
- 炎亞綸
- 空想リアリティ
- 楠みゆう
- 小林信一
- 社会ノ窓
- SiAM&POPTUNe
- 地獄カルテット
- DΛiSY
- d-girls'
- 花岡なつみ
- パラレルドリーム

## 関連書籍

### 地獄のメカニカルシリーズ（出版社：リットーミュージックc）
- お宅のテレビで驚速DVD編（音源制作/2006年）
- 地獄の7弦ギター・トレーニング・フレーズ（音源制作/2007年）
- 攻略せよ!ゲーム・ミュージック編（音源制作/2008年）
- 反逆の入隊編（音源制作/2009年）
- 地獄の講義録（音源制作/2010年）
- 驚速DVDで弟子入り！編（音源制作/2011年）
- 地獄のベーシック・トレーニング・フレーズ（音源制作/2011年）

### 天国シリーズ（出版社：リットーミュージック）
- ギター・マガジン メガ盛!ギター・エクササイズ1000　（制作協力/2009年/Rittor Music）
- 翔べ!アニソン編（音源制作/2012年）
- 愛と昇天のスタンダード・ナンバー編（音源制作/2012年）
- 天國のギター・トレーニング・ソング（音源制作/2012年）
- 究極の指筋力トレーニング（著/2015年/MUSIC NETWORK CORPORATION）